# Паметник на Васил Левски (Ловеч)
Паметникът на Васил Левски в Ловеч е открит на 27 май 1964 г. и е най-големият и внушителен паметник на Васил Левски. Един от символите на града и част от герба му в продължение на 40 години. Намира се в Архитектурно-историческия резерват „Вароша“.
През пролетта на 1959 г. началникът на отдел „Просвета и култура“ на Градския народен съвет (Ловеч) Геновева Сиркова внася в Окръжния народен съвет (Ловеч) предложение „За построяване на паметник на Васил Левски в гр. Ловеч“. Мотивът е „Град Ловеч е столица на великия Апостол за революционната му дейност и най-много от времето си той е прекарвал в Ловеч. Кварталите „Вароша“ и „Дръстене“ са свързани с дейността на Васил Левски, но подходящ паметник за увековечаване на неговата дейност няма“. В предложението е определена площадката за построяването на паметника „До историческата крепост „Хисаря“, която разделя „Вароша“ и „Дръстене“... и ги свързва с къщата музей „Васил Левски“.
На 25 април 1959 г. ИК на ОНС (Ловеч) приема предложението и взема решение № 57 за построяване на паметника. Създадена е десетчленна комисия, оглавявана от Никола Пелов, председател на ИК на ОНС (Ловеч). Обявен е конкурс за проект на паметника. Проведен е на 2 февруари 1960 г. като всички предложени проекти са отхвърлени. След десет дни ИК на ОНС (Ловеч) взема решение проектирането и изпълнението на паметника да се възложи на колектив от скулпторите Георги Гергов, Илия Илиев, Иван Кесяков, Димитър Димитров и архитектите професор Александър Доросиев и Душко Романов. Представеният проект е приет. На 5-метров гранитен постамент извисява ръст скулптурно-архитектурен еднофигурен паметник на Васил Левски с височина 9 метра и тежина 10 тона. Общата височина на паметника е 14 метра. Под фигурата с месингови букви е изписано:
„Васил Левски (1837 – 1873). Ако спечеля, печеля за цял народ, ако изгубя – губя само мене си“.
Към 15 ноември 1963 г. в бронзолеярната на Съюза на българските художници е завършено отливането на фигурата на Васил Левски. Пренесена е в гр. Ловеч на части. След извършване на монтажните работи на 27 май 1964 г. паметникът официално е открит при участието на голямо множество граждани и официални лица. След вълнуващо тържество със слова и приветствия лентата на откриването е прерязана от министър-председателя на НРБ Тодор Живков. Събитията при откриването на паметника са широко отразени от БТА, БНР, кинохрониката, централните и местни вестници.
През 1994 г. месинговите букви са подменени от мраморна плоча със същия текст. На 21 декември 2005 г. паметникът е осветен по програмата „Красива България“.